# کوماندورسکی ویلیج (کالیفرنیا)
کوماندورسکی ویلیج (به انگلیسی: Komandorski Village) یک منطقهٔ مسکونی در ایالات متحده آمریکا است که در شهرستان آلامدا، کالیفرنیا واقع شده‌است. کوماندورسکی ویلیج ۱۱۳ متر بالاتر از سطح دریا واقع شده‌است.